# ميخائيل سينغلتون
ميخائيل سينغلتون (12 مايو 1913 - 11 ديسمبر 2002) (بالإنجليزية: Michael Singleton)‏ هو لاعب كريكت بريطاني وبريطاني (وحمل سابقاً جنسية المملكة المتحدة لبريطانيا العظمى وأيرلندا).

## وصلات خارجية
- ميخائيل سينغلتون على موقع إي آس بي آن كريك إنفو (الإنجليزية)